# Ronald Petrovický
Ronald Petrovický (ur. 15 lutego 1977 w Żylinie) – słowacki hokeista, reprezentant Słowacji, olimpijczyk.
Jego brat Róbert (ur. 1973) także jest hokeistą.

## Kariera
- HC Dukla Trenczyn U20 (1993-1994)
- HC Dukla Trenczyn (1993/1994)
- Tri-City Americans (1994-1995)
- Prince George Cougars (1995-1997)
- Regina Pats (1997-1998)
- Saint John Flames (1998-2000)
- Calgary Flames (2000-2002)
- New York Rangers (2002-2003)
- Atlanta Thrashers (2003-2004)
- MsHK Žilina (2004-2005)
- Brynäs (2005)
- Atlanta Thrashers (2005-2006)
- Pittsburgh Penguins (2006-2007)
- Wilkes-Barre/Scranton Penguins (2007)
- HC Dukla Trenczyn (2007)
- MODO (2007)
- EV Zug (2008)
- Dinamo Ryga (2008-2009)
- Springfield Falcons (2009)

Wychowanek klubu HC Dukla Trenczyn. W 1995 wyjechał do Kanady i od tego czasu grał przez cztery sezony w juniorskich rozrgywkach WHL w ramach CHL. W drafcie NHL z 1996 został wybrany przez Calgary Flames, lecz następnie od 1998 grał w zespole farmerskim w lidze AHL. W lidze NHL zadebiutował w 2000. W USA występował do 2007, po czym ponownie w 2009 i wówczas zakończył karierę.
Uczestniczył w turniejach mistrzostw Europy juniorów do lat 18 edycji 1994, mistrzostw świata w 2000, 2004 oraz zimowych igrzysk olimpijskich 2006.
Po zakończeniu kariery trenował boks.

## Sukcesy
Reprezentacyjne
- Srebrny medal mistrzostw świata: 2000

Klubowe
- Złoty medal mistrzostw Słowacji: 1994 z Duklą Trenczyn